# Canoagem nos Jogos Olímpicos de Verão de 2012 - K-1 200 m feminino
A competição do K-1 200 m feminino da canoagem nos Jogos Olímpicos de Verão de 2012 realizou-se nos dias 10 e 11 de agosto no Eton Dorney.

## Calendário
Horário local (UTC+1)
| Dia          | Horário | Fase          |
| ------------ | ------- | ------------- |
| 10 de agosto | 10:19   | Eliminatórias |
| 10 de agosto | 11:51   | Semifinal     |
| 11 de agosto | 10:14   | Final         |

## Medalhistas
| Ouro   | NZL Lisa Carrington    |
| Prata  | UKR Inna Osypenko      |
| Bronze | HUN Nataša Dušev-Janić |

## Resultados

### Eliminatórias
As seis melhores colocadas em cada bateria avançam as semifinais.

#### Eliminatória 1
| Pos. | Nome                   | CON                | Tempo  | Notas |
| ---- | ---------------------- | ------------------ | ------ | ----- |
| 1    | Nataša Dušev-Janić     | HUN Hungria        | 41.221 | Q, OB |
| 2    | Lisa Carrington        | NZL Nova Zelândia  | 41.401 | Q     |
| 3    | Natalia Lobova         | RUS Rússia         | 42.447 | Q     |
| 4    | Henriette Engel Hansen | DEN Dinamarca      | 42.866 | Q     |
| 5    | Émilie Fournel         | CAN Canadá         | 43.117 | Q     |
| 6    | Carrie Johnson         | USA Estados Unidos | 43.355 | Q     |
| 7    | Norma Murabito         | ITA Itália         | 43.820 |       |
| 8    | Geraldine Lee Wei Ling | SIN Singapura      | 45.552 |       |

#### Eliminatória 2
| Pos. | Nome                   | CON              | Tempo  | Notas |
| ---- | ---------------------- | ---------------- | ------ | ----- |
| 1    | Teresa Portela Rivas   | ESP Espanha      | 41.263 | Q     |
| 2    | Marta Walczykiewicz    | POL Polônia      | 42.290 | Q     |
| 3    | Nikolina Moldovan      | SRB Sérvia       | 42.383 | Q     |
| 4    | Jess Walker            | GBR Grã-Bretanha | 42.388 | Q     |
| 5    | Darisleydis Amador     | CUB Cuba         | 42.761 | Q     |
| 6    | Zhou Yu                | CHN China        | 42.885 | Q     |
| 7    | Arezou Hakimimoghaddam | IRI Irã          | 44.576 |       |

#### Eliminatória 3
| Pos. | Nome              | CON               | Tempo  | Notas |
| ---- | ----------------- | ----------------- | ------ | ----- |
| 1    | Inna Osypenko     | UKR Ucrânia       | 42.119 | Q     |
| 2    | Sofia Paldanius   | SWE Suécia        | 42.596 | Q     |
| 3    | Teresa Portela    | POR Portugal      | 42.673 | Q     |
| 4    | Silke Hörmann     | GER Alemanha      | 42.697 | Q     |
| 5    | Natalya Sergeyeva | KAZ Cazaquistão   | 43.257 | Q     |
| 6    | Ivana Kmeťová     | SVK Eslováquia    | 43.445 | Q     |
| 7    | Tiffany Kruger    | RSA África do Sul | 46.122 |       |

#### Eliminatória 4
| Pos. | Nome                  | CON              | Tempo  | Notas |
| ---- | --------------------- | ---------------- | ------ | ----- |
| 1    | Shinobu Kitamoto      | JPN Japão        | 42.007 | Q     |
| 2    | Alana Nicholls        | AUS Austrália    | 42.453 | Q     |
| 3    | Jenni Mikkonen        | FIN Finlândia    | 42.656 | Q     |
| 4    | Špela Ponomarenko     | SLO Eslovênia    | 42.884 | Q     |
| 5    | Marharyta Tsishkevich | BLR Bielorrússia | 43.841 | Q     |
| 6    | Yuliya Borzova        | UZB Uzbequistão  | 44.872 | Q     |
| 7    | Afef Ben Ismail       | TUN Tunísia      | 48.998 |       |

### Semifinais
As duas melhores em cada semifinal avançam para a final A, assim como as duas melhores terceiro colocadas. A pior terceiro colocada e as classificadas em quarto e quinto lugar em cada semifinal avançam para a final B.

#### Semifinal 1
| Pos. | Nome                 | CON                | Tempo  | Notas |
| ---- | -------------------- | ------------------ | ------ | ----- |
| 1    | Lisa Carrington      | NZL Nova Zelândia  | 40.528 | Q, OB |
| 2    | Teresa Portela Rivas | ESP Espanha        | 40.898 | Q     |
| 3    | Inna Osypenko        | UKR Ucrânia        | 41.360 | q     |
| 4    | Jenni Mikkonen       | FIN Finlândia      | 41.859 |       |
| 5    | Špela Ponomarenko    | SLO Eslovênia      | 42.209 |       |
| 6    | Zhou Yu              | CHN China          | 42.279 |       |
| 7    | Natalya Sergeyeva    | KAZ Cazaquistão    | 42.602 |       |
| 8    | Carrie Johnson       | USA Estados Unidos | 43.321 |       |

#### Semifinal 2
| Pos. | Nome                   | CON              | Tempo  | Notas |
| ---- | ---------------------- | ---------------- | ------ | ----- |
| 1    | Natalia Lobova         | RUS Rússia       | 41.413 | Q     |
| 2    | Jess Walker            | GBR Grã-Bretanha | 41.734 | Q     |
| 3    | Shinobu Kitamoto       | JPN Japão        | 41.816 |       |
| 4    | Nikolina Moldovan      | SRB Sérvia       | 42.394 |       |
| 5    | Ivana Kmeťová          | SVK Eslováquia   | 42.510 |       |
| 6    | Sofia Paldanius        | SWE Suécia       | 42.688 |       |
| 7    | Henriette Engel Hansen | DEN Dinamarca    | 42.821 |       |
| 8    | Marharyta Tsishkevich  | BLR Bielorrússia | 42.821 |       |

#### Semifinal 3
| Pos. | Nome                | CON             | Tempo  | Notas |
| ---- | ------------------- | --------------- | ------ | ----- |
| 1    | Nataša Dušev-Janić  | HUN Hungria     | 40.570 | Q     |
| 2    | Marta Walczykiewicz | POL Polônia     | 40.905 | Q     |
| 3    | Teresa Portela      | POR Portugal    | 41.562 | q     |
| 4    | Alana Nicholls      | AUS Austrália   | 41.595 |       |
| 5    | Darisleydis Amador  | CUB Cuba        | 41.949 |       |
| 6    | Silke Hörmann       | GER Alemanha    | 42.005 |       |
| 7    | Émilie Fournel      | CAN Canadá      | 43.030 |       |
| 8    | Yuliya Borzova      | UZB Uzbequistão | 44.426 |       |

### Finais

#### Final B
| Pos. | Nome               | CON            | Tempo  | Notas |
| ---- | ------------------ | -------------- | ------ | ----- |
| 1    | Jenni Mikkonen     | FIN Finlândia  | 44.643 |       |
| 2    | Špela Ponomarenko  | SLO Eslovênia  | 44.953 |       |
| 3    | Nikolina Moldovan  | SRB Sérvia     | 45.064 |       |
| 4    | Darisleydis Amador | CUB Cuba       | 45.099 |       |
| 5    | Shinobu Kitamoto   | JPN Japão      | 45.387 |       |
| 6    | Ivana Kmeťová      | SVK Eslováquia | 45.556 |       |
| 7    | Silke Hörmann      | GER Alemanha   | 45.686 |       |
| 8    | Alana Nicholls     | AUS Austrália  | 45.819 |       |

#### Final A
| Pos.              | Nome                 | CON               | Tempo  | Notas |
| ----------------- | -------------------- | ----------------- | ------ | ----- |
| Medalha de ouro   | Lisa Carrington      | NZL Nova Zelândia | 44.638 |       |
| Medalha de prata  | Inna Osypenko        | UKR Ucrânia       | 45.053 |       |
| Medalha de bronze | Nataša Dušev-Janić   | HUN Hungria       | 45.128 |       |
| 4                 | Teresa Portela Rivas | ESP Espanha       | 45.326 |       |
| 5                 | Marta Walczykiewicz  | POL Polônia       | 45.500 |       |
| 6                 | Natalia Lobova       | RUS Rússia        | 45.961 |       |
| 7                 | Jess Walker          | GBR Grã-Bretanha  | 46.161 |       |
| 8                 | Teresa Portela       | POR Portugal      | 46.549 |       |